# جاكي براون
جاكي براون (بالإنجليزية: Jackie Brown)‏ (8 نوفمبر 1914 ببلفاست في المملكة المتحدة - 1990) هو لاعب كرة قدم أيرلندي شمالي في مركز جناح ‏. شارك مع منتخب أيرلندا لكرة القدم ومنتخب جمهورية أيرلندا لكرة القدم. أما مع النوادي، فقد لعب مع إيبسويتش تاون وبرمنغهام سيتي وكوفنتري سيتي ونادي باري تاون يونايتد ووولفرهامبتون واندررز وBelfast Celtic F.C. ‏ وIrish League representative team ‏.

## وصلات خارجية
- جاكي براون على موقع قاعدة بيانات كرة القدم.إي يو (الإنجليزية)
- جاكي براون على موقع ناشيونال فوتبول تيمز (الإنجليزية)